# Moortown (Wight)
Moortown – wieś w Anglii, na wyspie Wight. Leży 10 km na południowy zachód od miasta Newport i 131 km na południowy zachód od Londynu.